# 山吹の一枝
『山吹の一枝』（やまぶきのひとえだ）は、は正岡子規と新海非風（にいのみ ひふう、1870年 - 1901年）による連作小説で、日本最初の野球小説とみられている。
子規が最もベースボールに熱中していた1889年（明治22年）から執筆が始まり、1890年（明治23年）初期までに17回が書かれたが、未完に終わった。和紙に毛筆で書かれ、合計81枚。第二次世界大戦後発見されたという風説があるが、実際には改造社版『子規全集』第十二巻（1930年）に収録されている。
主人公は医学生の紀尾井三郎で、ベースボールの試合で出会った女学生と、芸者との間の恋の軋轢を描いている。第七回「投球会」に、ベースボールをプレーするシーンがあり、実況中継のように描写されている。
共著者である非風は子規と同じ松山市出身の俳人で、高浜虚子の小説『俳諧師』のモデルとされる。1890年12月に近衛砲兵隊に入営して軍人を目指すが、肺病のために陸軍士官学校を中退し、自暴自棄な生活を送って夭折した。1895年（明治28年）に子規が五百木瓢亭に宛てた手紙で、非風とは疎遠になっていることが認められている。